# خردگرایی
راسیونالیسم یا عقل‌گرایی یا خِرَدگرایی یا مکتب اصالت عقل (به انگلیسی: Rationalism)، یکی از گرایش های اصلی در معرفت‌شناسی در مقابل تجربه‌گرایی است. این دیدگاه به معنی تکیه بر اصول عقلی به‌عنوانِ تنها منبعِ معتبرِ شناخت است، این دیدگاه بیان می‌دارد معیار حقیقت حسی نیست بلکه عقلی و قیاسی میباشد.
اندیشمندانی چون  باروخ اسپینوزا، و گوتفرید لایبنیتس  کوشیدند تا حقایقِ اصلیِ هستی را از راه برهان و استدلال عقلی اثبات کنند.
در یک بحث عمده فلسفی در دوران روشنگری، عقل‌گرایی  با تجربه‌گرایی مخالف بود. از یک سو، عقل‌گرایان تأکید کردند که دانش اساساً فطری است و عقل، یعنی قوه درونی ذهن انسان، می‌تواند مستقیماً حقایق منطقی را درک یا استخراج کند. از سوی دیگر، تجربه‌گرایان تأکید کردند که دانش اساساً فطری نیست و بهتر است با مشاهده دقیق دنیای فیزیکی خارج از ذهن، یعنی از طریق تجربیات حسی، به دست آید. عقل‌گرایان معتقد بودند که اصول خاصی در منطق، ریاضیات، اخلاق و متافیزیک وجود دارد که اساساً آنقدر درست است که انکار آنها باعث می شود که فرد دچار تناقض شود. عقل‌گرایان آنقدر به عقل اطمینان داشتند که اثبات تجربی و شواهد فیزیکی برای احراز حقایق خاص غیرضروری تلقی می‌شد.

## خردگرایی دکارت
دکارت در کتاب مشهورِ خویش با نام گفتار در روش (و با زیرعنوان: «درست به کار بردن عقل، و جستجویِ حقیقت در علوم») توضیح می‌دهد که چگونه در بزرگسالی در تمام تعالیم رسمی و سنتی، اعم از دین و علم تردید کرد و به دنبال آن رفت که بنیاد محکمی برای آن همه آموزه‌هایی که همه بدیهی می‌انگاشتند بیابد. وقتی برای یک فرض، بنیاد مطمئنی نمی‌یابیم، می‌توانیم یک مرحله عقب‌تر رفته و در چیزهایی تردید کنیم که آن فرض بر آن‌ها مبتنی است؛ یعنی فرض‌های مرحلهٔ قبل آن. اگر این کار را ادامه دهیم به جایی می‌رسیم که این شک پدید می‌آید: «اصلاً آیا من وجود دارم؟» دکارت به همین مرحله رسید. او تلاش کرد وجود خویش را اثبات کند. جملهٔ معروف «می‌اندیشم پس هستم» همین تلاش را بیان می‌کند. استدلال دقیق دکارت به این ترتیب است: شک دارم که وجود دارم یا نه. اما در یک چیز شکی ندارم و آن وجود شک است. شک هست پس اندیشه هست. اندیشه هست پس وجود اندیشمندی هست. اندیشه‌ای که به وجود و حقیقت اشیا و مفاهیم می‌پردازد باید وجود داشته باشد. بدون وجود نفس (به انگلیسی: self) من نمی‌توان در مورد من اندیشید. بعدها این انتقاد مطرح شد که این استدلال هنوز اثبات نمی‌کند که وجود از آنِ من است. هرچند این انتقاد نیز وارد نیست زیرا به محض تصور چیزی وجود آن محقق شده‌است، خواه آن بر اساس یقین، و یا بر پایهٔ شک باشد. این مطلب را دکارت این‌گونه توجیه کرد که زمانی که عقل ما وجود چیزی را به وضوح و آشکارا پذیرفت آن چیز ضرورتاً موجودیت می‌یابد. زیرا وجود کامل یا خداوند نمی خواهد ما را بفریبد. دکارت ادعا کرد که خداوند تضمین نموده هر چیزی را که ما با عقل خود به آن می‌رسیم، در واقعیت مابه ازا داشته باشد.

## خردگرایی اسپینوزا
اسپینوزا در کتاب اصلی خویش که امروزه به نام «اخلاق» می‌شناسند، اصول جهان‌بینی وحدت وجودی خویش را مانند قضایای هندسه با شروع از چند تعریف و اصل موضوعه و آوردن اثبات‌هایی که به «مطلوب ثابت شد» ختم می‌شوند اثبات می‌کند. او به این نتیجه می‌رسد که تنها یک جوهر واحد در تمام هستی وجود دارد که می‌توان آن را خدا یا طبیعت نامید. به‌هرحال همهٔ جهان، انسان‌ها، حیوانات، درختان، نمودهایی از همان یک چیز است. اسپینوزا به دلیل اعتقاداتش توسط خاخام‌ها لعن و تکفیر شد. (دین اسپینوزا یهودی بوده‌است.)

## خردگرایی لایب‌نیتس
لایب‌نیتس نخستین فیلسوف آلمانی که هم در عالم فلسفه و هم در ریاضیات شهرت دارد، مبدعِ مفهوم مُناد در فلسفه و حساب دیفرانسیل و انتگرال است. کتاب کوچک اما شناخته‌شدهٔ لایب‌نیتس «منادولوژی» نام دارد که به فارسی نیز توسط یحیی مهدوی ترجمه شده‌است. او نیز به نوعی ادعا می‌کرد همهٔ فلسفه‌اش را از چند اصل معدود (مهم‌تر از همه اصلِ امتناعِ تناقض و اصل دلیل کافی) که به اعتقاد وی اصول عقلانی هستند استخراج می‌نماید.
با فاصلهٔ کمی از این فلاسفه، تجربه‌گرایان ∗ انگلیسی، به این نتیجه رسیدند که منشأ شناخت بشر در واقع تماماً از تجربهٔ حسی و حواس پنجگانه است و نه از عقل. همین امر دلیلِ ناکامی تلاش‌های قبلی برای اثبات‌های دقیق و بی‌نقص بوده‌است. از جمله مهم‌ترین تجربه‌گرایان جان لاک، جورج بارکلی و هیوم هستند. هیوم به‌ویژه به‌دلیل نقدهایش از اعتبارِ معرفت تجربی و نقد علیت مشهور است.

## خردگرایی کانت
در سدهٔ هجدهم، فیلسوف معروف آلمانی، کانت برای پدید آوردنِ یک هم‌نهاد (ترکیب سازگاری‌بخش - سنتز) از عقل‌گرایی و تجربه‌گرایی تلاش نمود. او بخش‌هایی از معرفت را که در عقل ریشه داشتند از بخش‌هایی که ناشی از تجربیات بودند جدا نموده و ادعا کرد که سهم هر یک را می‌توان به‌دقت مشخص نمود. تأثیر متقابل و مکمل این دو عنصر را نیز می‌توان تشخیص داد. این معرفت‌شناسی منجر به آن می‌شود که برای معرفت، مرزهایی تعیین شود؛ مرزهایی که فراتر از آن‌ها سخن گفتن بی‌اساس خواهد بود.

## خردگرایی و پست‌مدرنیسم
در دهه‌های اخیر واژهٔ خردگرایی در ارتباط با مدرنیسم که نظامی اجتماعی مبتنی بر عقل و علم است به کار می‌رود. متفکران پست‌مدرن معتقدند که کاربرد بی‌اندازهٔ خردگرایی موجب زندگی روانی دشواری برای بشر گردیده‌است. البته این نگرش انتقادی شباهتی با انتقادات برخی اسلام‌گرایان از خردگرایی مدرن ندارد. متفکران پست‌مدرن در انتقاد خود این منظور را ندارند که چیزی به جز عقل (مثلاً معنویت یا وحیِ دینی) می‌تواند اعتبار معرفتی داشته باشد.